# Фатке, Вильгельм
Карл Георг Вильгельм Фатке (нем. Carl Georg Wilhelm Vatke; 1849—1889) — немецкий ботаник.

## Биография
Вильгельм Фатке родился в Берлине 12 августа 1849 года в семье профессора теологии Вильгельма Фатке. Учился в Берлинском университете, где посещал лекции профессора Александра Брауна. С 1876 по 1879 годы работал ассистентом в Берлинском ботанической саду. После 1879 года занимался частным преподаванием.
В 1883—1884 годах посетил Париж, Лондон и Санкт-Петербург.
Вильгельм Фатке скончался в Берлине 6 апреля 1889 года.

## Некоторые научные работы
- Vatke, W. Labiatae abyssinicae (нем.) // Linnaea. — 1872. — Bd. 37, Nr. 3. — S. 313—332.
- Vatke, W. Plantas in itinere africano ab J.M. Hildebrandt collectas (нем.) // Oesterreichische botanische Zeitschrift. — 1879. — Bd. 43. — S. 250—251.

## Роды, названные в честь В. Фатке
- Vatkea O.Hoffm., 1880 [ Martynia L., 1753]